# Tonga (Soudan du Sud)
Tonga est une localité du Soudan du Sud de moins de 1000 habitants située dans l’État du Nil Supérieur, sur la rive occidentale du Nil Blanc. 
Ses habitants sont des membres de l'ethnie Shilluk et considèrent Nyikang comme leur ancêtre fondateur. Selon le recensement de 2008, le payam de Tonga (une subdivision du Comté de Panyikang) compte 1 995 foyers et 11 793 individus.  